# Alphonse and Gaston

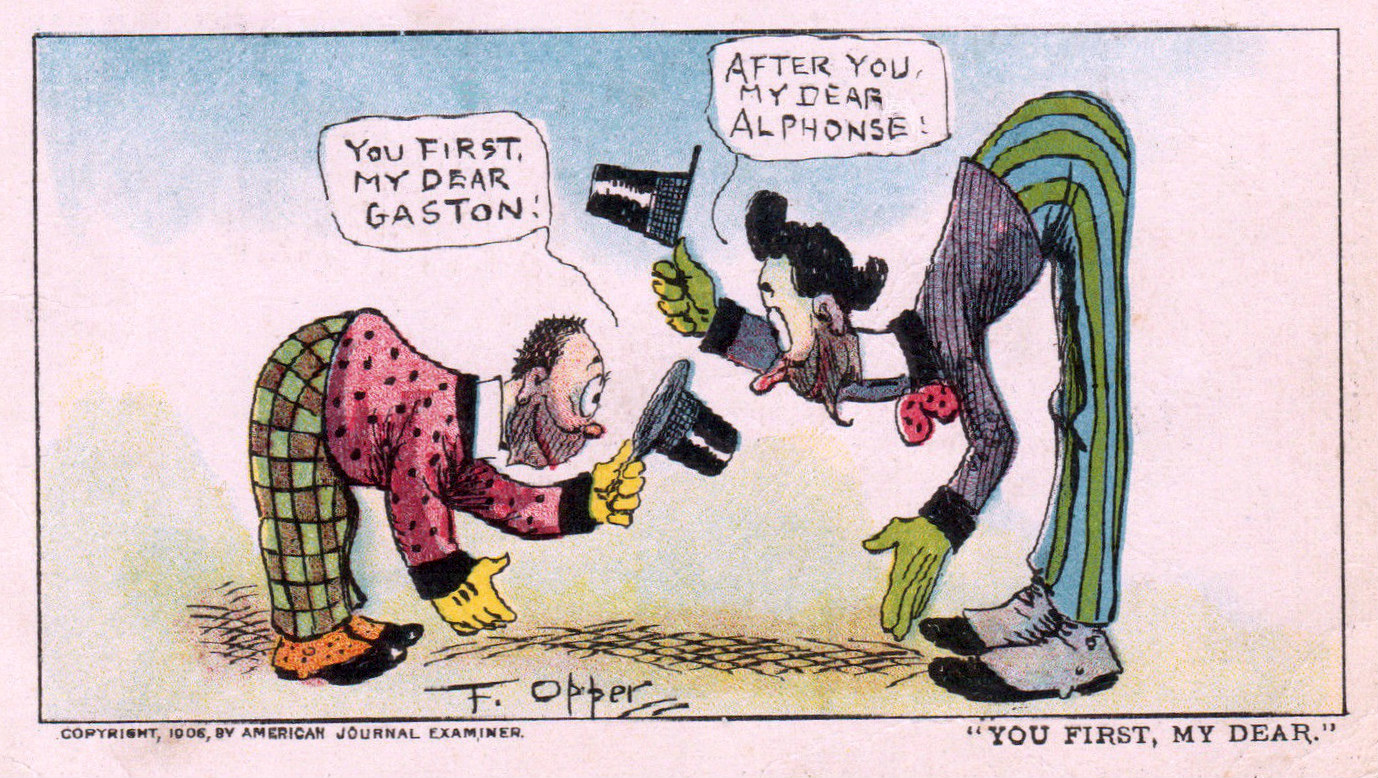
Alphonse et Gaston dessinés par Opper en 1906.

Alphonse and Gaston est une série de bande dessinée humoristique de l'Américain Frederick Burr Opper publiée par le New York Journal de William Randolph Hearst à partir du 22 septembre 1901 et diffusée dans les pages dominicales du reste des États-Unis par King Features Syndicate jusqu'en 1904. Par la suite, Alphonse et Gaston continuent à apparaître dans d'autres séries d'Opper, comme Happy Hooligan.